# Josh Wagenaar
Joshua Frederick Wagenaar (Grimsby, Ontario, Canadá, 26 de febrero de 1985), más conocido como Josh Wagenaar, es un exfutbolista canadiense. Jugaba de arquero y actualmente está retirado. Su último equipo fue el Falkirk FC de Escocia.

## Trayectoria
El primer club en el que participó de manera amateur fue el St. Catharines Wolves canadiense perteneciente a la Canadian Soccer League, aunque muy lejos de debutar como profesional en ese club debido a su temprana edad.
Debido a sus participaciones universitarias como arquero del Hartwick College de Oneonta, Nueva York en Estados Unidos, Wagenaar fue transferido al fútbol europeo, más precisamente al ADO Den Haag de la Eredivisie neerlandesa, en el año 2006, aunque en el Hartwick sólo haya jugado 12 partidos debido a una lesión en el pie.
Las primeras dos temporadas de Wagenaar en el fútbol europeo no fueron demasiado dichosas. Luego de su llegada al ADO Den Haag, recién ascendido a la Eredivisie, finalizada la temporada 2006-07 de la liga, y habiendo jugado sólo cinco partidos, el Den Haag descendió nuevamente a la Eerste Divisie de los Países Bajos. Al descender su equipo, Wagenaar fue fichado por el Lyngby BK danés, también recién ascendido a la superliga danesa como arquero refuerzo de los diezmados Thomas Seidelin y Rune Pedersen. Sin embargo, el joven portero canadiense manifestó que de todas formas se habría ido del conjunto neerlandés al vencer su contrato debido a sus pocas posibilidades de permanecer en el equipo titular. Asimismo, Wagenaar disputó solamente dos partidos, y el Lyngby volvió a descender a la Primera División de Dinamarca en la temporada siguiente, tal cual había ocurrido con el Den Haag. Luego de estos incidentes, el joven guardameta canadiense, al rescindir su contrato, quedó sin club.
En enero de 2008 crecieron los rumores de que Wagenaar podría volver a Canadá, más precisamente, ser fichado por el Toronto FC.
En julio de 2008, Wagenaar se probó con el Leeds United para jugar en la Football League One inglesa; sin embargo, no pasó la prueba y no firmó un contrato con dicho club, mientras seguía habiendo rumores de su retorno a Canadá. Pese a esto, el 6 de agosto de ese mismo año, Wagenaar firmó con el Yeovil Town FC también inglés luego de una exitosa prueba y la urgencia del conjunto británico para conseguir un guardameta.
Durante sus primeros tres meses en su flamante club, fue el arquero suplente de su compatriota también de nacionalidad bosnia Asmir Begović. Pero cuando finalizó la cesión de Begović y regresó al Portsmouth FC inglés, Wagenaar se adueñó del arco titular del Yeovil Town, e inclusive llegó a ser electo como parte del League One Team of the Week (Equipo League One de la Semana) luego de un partido ante el Southend United.
En ese mismo año 2009, Josh dejó el club inglés y se dirigió al Falkirk escocés de la Premier League de Escocia por un contrato de un año. Al final de la temporada 2009-10, ocurriría lo mismo que con el ADO Den Haag y el Lyngby BK, el Falkirk descendió a la Primera División de Escocia y su contrato no fue renovado, quedando nuevamente sin club, pese a no haber disputado ningún encuentro con el club escocés. Luego se probó en el Seattle Sounders FC de Estados Unidos, pero no le firmaron un contrato.
Pese a no haber disputado un solo partido en el Falkirk y habiendo descendido el equipo, Wagenaar manifestó que disfrutó mucho durante su estadía en Escocia, y de hecho fue el único jugador del plantel del Falkirk en dar un saludo de despedida a sus simpatizantes ante una hinchada enfervorizada y pedante del Kilmarnock en Ayrshire tras el empate con el mismo que les costó la categoría.

## Selección nacional
Ha sido internacional con la Selección de fútbol de Canadá en cuatro ocasiones.
En el año 2005, Wagenaar defendió los colores de su selección sub-20 en la Copa Mundial de Fútbol Juvenil de 2005 celebrada en los Países Bajos.
Debutó con la selección absoluta de Canadá el día 15 de noviembre de 2006, en un partido amistoso ante Hungría. Asimismo, jugó su segundo partido internacional absoluto el 30 de junio de 2009 en un partido también amistoso enfrentando a Guatemala en el cual jugó los primeros 45 minutos quedando con la valla invicta antes de ser reemplazado en el entretiempo por Greg Sutton debido a que el entrenador canadiense Stephen Hart quería aprovechar el amistoso para probar a toda su escuadra, en un partido que finalizaría 3-0 a favor de los canadienses.
Josh también figuró entre los 23 hombres convocados en 2009 para disputar con la selección nacional de Canadá la Copa de Oro de la CONCACAF 2009, en cuya edición Canadá ganaría el Grupo A con siete puntos antes de caer ante Honduras en cuartos de final de la copa.
Wagenaar jugó su tercer partido con el seleccionado canadiense el 14 de noviembre de 2009 ante Macedonia, jugando los 90 minutos del encuentro y cayendo por 3-0.
También fue internacional representando a su país en las categorías sub-17 y sub-23.
Su último encuentro vistiendo la camiseta del seleccionado de su país fue el día 29 de mayo de 2010, ante Venezuela, en un partido amistoso que finalizó 1-1, y que también fue el último partido que disputó hasta ahora en su carrera profesional. Sin embargo, su última convocatoria con el seleccionado canadiense fue el 9 de febrero de 2011 ante Grecia, partido en el cual permaneció en el banco de suplentes.

### Participaciones en Copas del Mundo
| Mundial                                | Sede         | Resultado    |
| -------------------------------------- | ------------ | ------------ |
| Copa Mundial de Fútbol Juvenil de 2005 | Países Bajos | Primera fase |

### Participaciones enCopas de Oro de la Concacaf
| Copa                            | Sede           | Resultado        |
| ------------------------------- | -------------- | ---------------- |
| Copa de Oro de la Concacaf 2009 | Estados Unidos | Cuartos de final |

## Clubes
| Club           | País         | Año       |
| -------------- | ------------ | --------- |
| ADO Den Haag   | Países Bajos | 2006-2007 |
| Lyngby BK      | Dinamarca    | 2008      |
| Yeovil Town FC | Inglaterra   | 2008-2009 |
| Falkirk FC     | Escocia      | 2009-2010 |

## Palmarés

### Distinciones individuales
| Distinción                                                    | Año  |
| ------------------------------------------------------------- | ---- |
| Parte del League One Team of the Week del 25 de enero de 2009 | 2009 |